# Eugene Mirman
Pour les articles homonymes, voir Mirman.
Eugene Boris Mirman est un acteur américain, né le 24 juillet 1974.

## Filmographie
- 2022 : Avoue, Fletch (Confess, Fletch) de Greg Mottola